# Лялька Дарума
Ляльки Дарума (яп. 達磨 або だるま  daruma) — порожниста кругла японська традиційна лялька, створена за зразком Бодхідхарми, засновника дзен-традиції буддизму. У Японії його було прийнято називати Дарума. Ці ляльки зазвичай червоні та зображують бородатого чоловіка (Бодхідхарма), сильно відрізняються за кольором та дизайном залежно від регіону створення та майстра-художника. Незважаючи на те, що дехто вважає Даруми іграшкою, вона має дизайн, багатий символікою і розглядається як талісман удачі для японців. 
Ляльки Дарума вважаються символом наполегливості та удачі, що робить їх популярним подарунком підбадьорення. Лялька також була комерціалізована багатьма буддійськими храмами для використання (символ досягання цілей). При покупці Дарума її очі білі. Потім користувач вибере мету або бажання і намалює ліве око фігурки чорним чорнилом. Після досягнення бажаної мети заповнюється праве око.

## Бодхідхарма

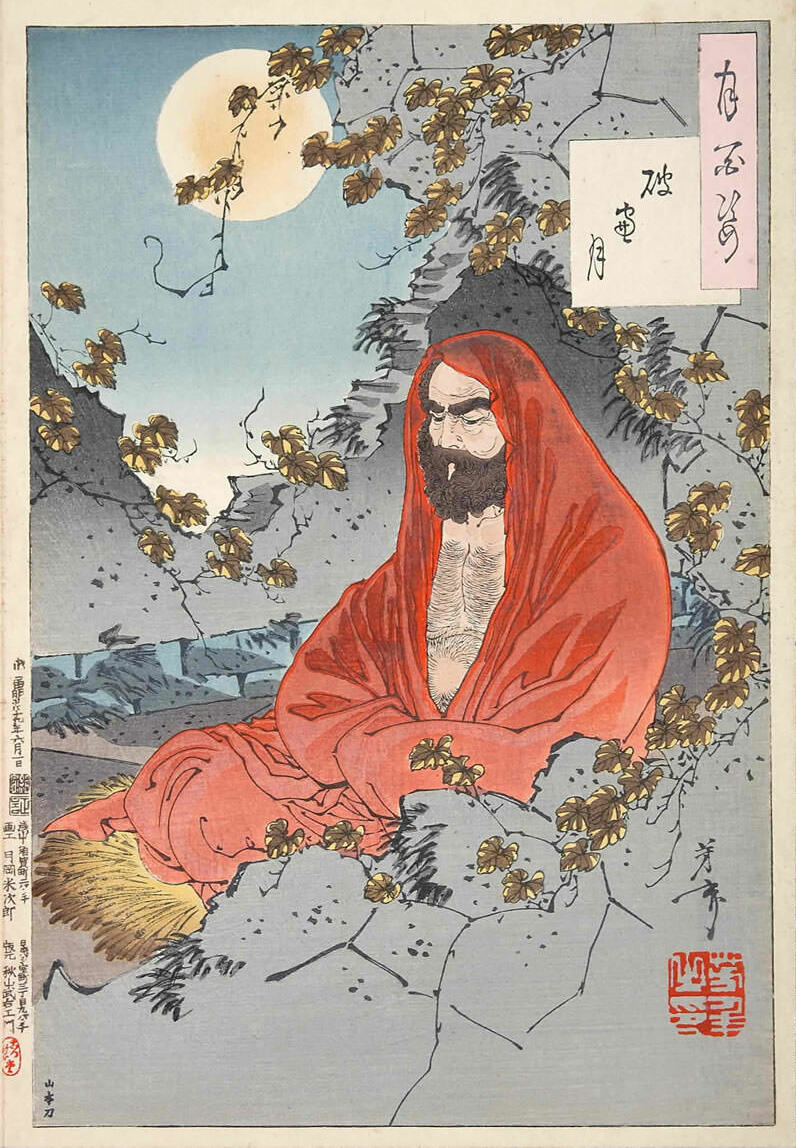
Бодхідхарма, гравюра Йошітоші, 1887 р

Згідно з основними китайськими джерелами, Бодхідхарма походив із західних регіонів, що може відноситься й до Центральної Азії, й  Індійського субконтиненту, і був «південно-індійським... третім сином великого Індійського короля».  У всьому буддійському мистецтві Бодхідхарма зображується чоловіком європеоїдної раси з скуйовдженою  бородою та широко розплющеними очима. Його називають «Блакитнооким варваром»  у текстах чань. Бодхідхарма був буддійським ченцем, який жив у 5-6 столітті нашої ери. Йому традиційно приписують створення школи дзен ( буддизм) . Сучасних біографічних відомостей про Бодхідхарму збереглося небагато, й всі розповіді про нього наповнені легендами.  Згідно з однією, Бодхідхарма був відомий, серед інших, завдяки своїй практиці дивитися на стіни. Легенда стверджує, що він сидів обличчям до стіни в медитації протягом дев'яти років, не рухаючись, через що його ноги і руки відпали через атрофію.  Інша популярна легенда полягає в тому, що після того, як він заснув під час своєї дев'ятирічної медитації, він розгнівався на себе і відрізав собі повіки, щоб більше ніколи не заснути, а з відрізаних повік з'явилися перші кущі чаю.

## Історія та комерціалізація
Сучасна популярна символіка, пов’язана з Дарумою як оберегом на удачу, частково виникла з Храму Даруми у місті Такасакі ( префектура Гунма). Майстер храму намалював новорічні обереги із зображенням Бодхідхарми. Парафіяни зберігали ці обереги, вірили, що вони приносять щастя й процвітання. 
Вважається, що фігурка Даруми вирішала бажання парафіян про нові обереги. Обереги завжди давались з дією в один рік, тому люди щороку вимагали нових.  На початку періоду Мейва (1764–1772) будійські храми почали ) продавати форми для створення власних оберегів Дарума.   Потім селяни використовували ці формочки для виготовлення об’ємних оберегів з пап’є-маше. Лялька швидко зросла популярність, ставши талісманом регіону. Частково це було пов’язано з тим, що більшість сімей виготовляли шовк   й для успішного ведення господарства їм потрібна була велика удача. 
Є щорічний фестиваль ляльок Дарума (達磨市, daruma-ichi ), який проводиться в місті Такасакі.  Святкування проходить у храмі Сьоріндзан Дарума.За даними міського вебсайту Такасакі, «понад 400 000 людей з усього регіону Канто приїжджають, щоб купити нові ляльки удачі на наступний рік. Сьогодні ремісники міста Такасакі виробляють 80% японських ляльок Дарума.  Фестиваль також включає 24-годинне читання сутр ченцями храму Сьоріндзан за мир у всьому світі.

## Особливості будови та символіка

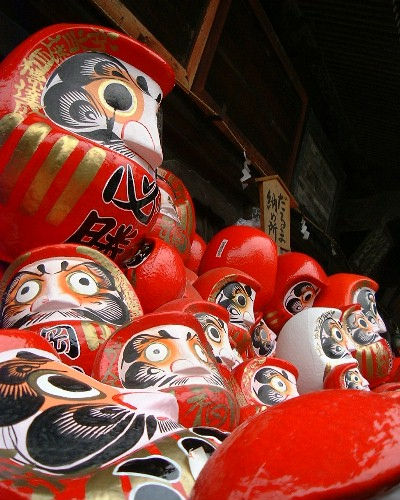
Ляльки Дарума в Шорінзан Дарума, Такасакі, Японія

Дизайн Дарума, зокрема форма, колір, очі та волосся на обличчі, мають своє символічне значення.

### Форма
Даруми як і раніше зазвичай виготовляються з пап’є-маше, мають круглу форму, порожнисті та обтяжені внизу, тому при нахилі завжди повертаються у вертикальне положення. Хоча невідомо, коли фігурка Даруми приєдналася з лялькою-стаканом (Окіагарі Кобоші), але до середини 19 століття вони були добре визнані синонімами. Однак кажуть, що оригінальна іграшка окіагарі була представлена з Китаю Мін приблизно в 1368–1644 роках.  По-японськи  окіагаріі  означає лягати (окі) і вставати (агарі). Ця характеристика стала символізувати здатність досягати успіху, долати труднощі та відвертатися від нещастя. У японській популярній культурі на картках, банерах і книгах Дарума часто зображується поряд із фразою «сім разів вниз, вісім разів вгору».

### Колір

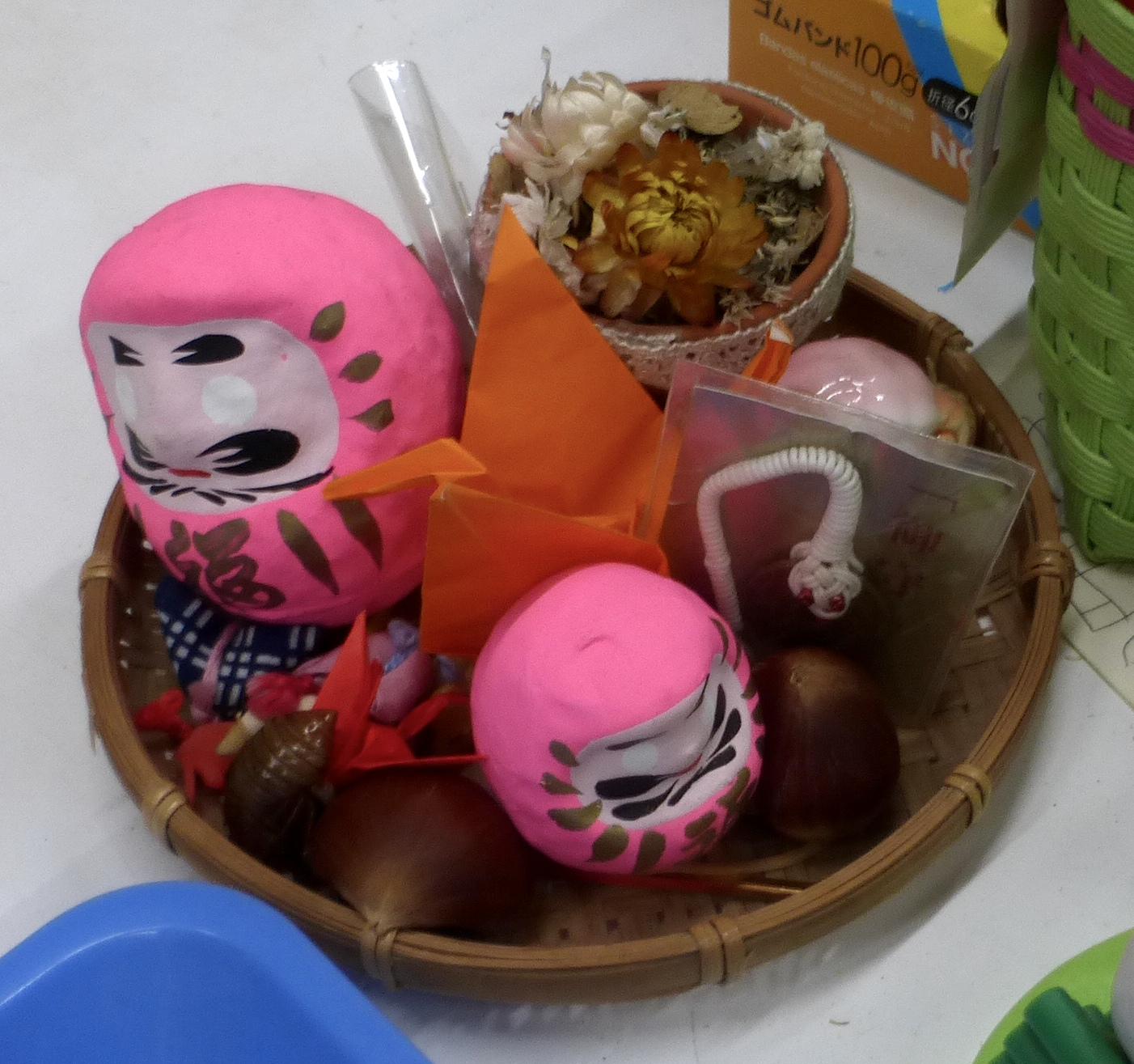
Нетрадиційні неонові рожеві ляльки Дарума в Ібаракі.

Хоча це не впевнено, походження традиційного червоного кольору Даруми, ймовірно, походить від кольору риз священиків-буддистів "високого рангу»  .  Історик мистецтва Джеймс Т. Улак задокументував історію зображень Бодхідхарми, одягненого в розкішні червоні шати, до того, як він був зображений у вигляді ляльки, у статті під назвою «Японські роботи в Інституті мистецтв Чикаго». 
Завдяки своєму червоному одягу Дарума став грати роль у одужанні від хвороби. Під час пізнього періоду Едо (1603-1868) червоний колір мав сильний зв’язок з віспою. Хартмут О. Ротермонд, автор книги «Демонічна хвороба чи заразна хвороба?», описує, що в Едо та навколишніх містах було багато спалахів кору та віспи. У сучасній Японії є багато червоних святинь, присвячених богу віспи, який особливо любив червоний колір. Ці святині були побудовані у відповідь на ці спалахи.  Вважали, що Бог віспи, якщо буде задоволений, то пошкодує заражену дитину. Японці часто розтягували навколо будинку мотузки, нанизані червоними паперовими смужками, змушували дитину одягати червоний одяг і робили маленький вівтар, у який ставила талісмани-фігурки Даруми.  Ці запобіжні заходи також використовувалися, щоб попередити інших, що в будинку є хвороба, і заохочувати до чистоти навколо хворих. Хоча червоний колір Даруми використовувався для заспокоєння Бога, саме здібність "окіагарі" мала спонукати пацієнтів одужати так само швидко, як вони захворіли. 
Лялька Дарума зараз продається у вигляді набору з п’яти кольорів – синього, жовтого, червоного, білого та чорного.  Сьогодні Даруму  можна знайти в кольорах, відмінних від червоного, включаючи золото, яке покликане принести удачу у фінансових справах.

### Очі

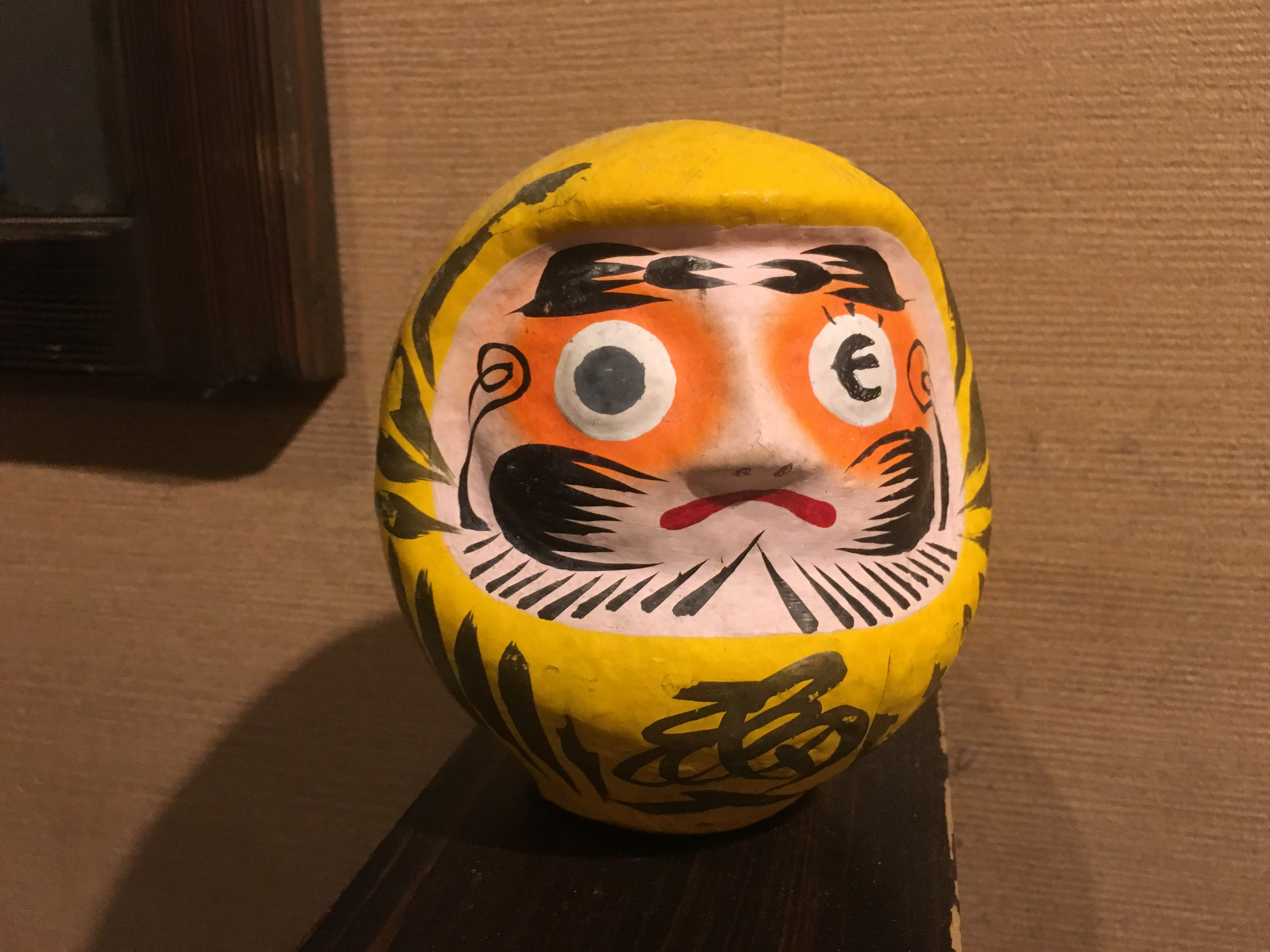
Лялька Дарума після виконаного бажання

Очі Даруми спочатку  порожні. Монте А. Грір, автор книги Daruma Eyes, описав «великі симетричні круглі пусті білі очі» як засіб відстежувати  великі завдання та мотивувати їх рухатися до цілі. Одержувач ляльки заповнює одне око при постановці мети, потім друге, коли її виконує. Одне з пояснень, як зародився цей звичай, говорить: щоб спонукати Даруму-сана виконати ваше бажання, ви обіцяєте дати йому повний зір, як тільки мета буде досягнута. Ця практика також може мати відношення до «просвітлення», ідеального досягнення буддизму. Цей звичай привів до прислів'я «відкриті обидва ока». Посилаючись на «відкриття» другого ока, воно виражає саме реалізацію мети. Традиційно Даруму купували як предмет домашнього вжитку, для цілей родини, тому очі ляльці малював лише голова родини. 

### Волосся на обличчі
Волосся на обличчі Даруми є символічним зображенням тварин, добре відомих в азійській культурі, що втілюють довголіття: журавля та черепахи. Брови мають форму журавля, а волосся на щоках нагадують панцир черепахи. На японському вебсайті стверджується, що спочатку на вусах і щоках була зображена змія або дракон, але її змінили на черепаху, щоб підкреслити бажання довголіття.  Таким чином, Дарума була розроблена відповідно до японської приказки «Журавель живе 1000 років, черепаха 10 000 років».

## Церемонія спалення Дарума

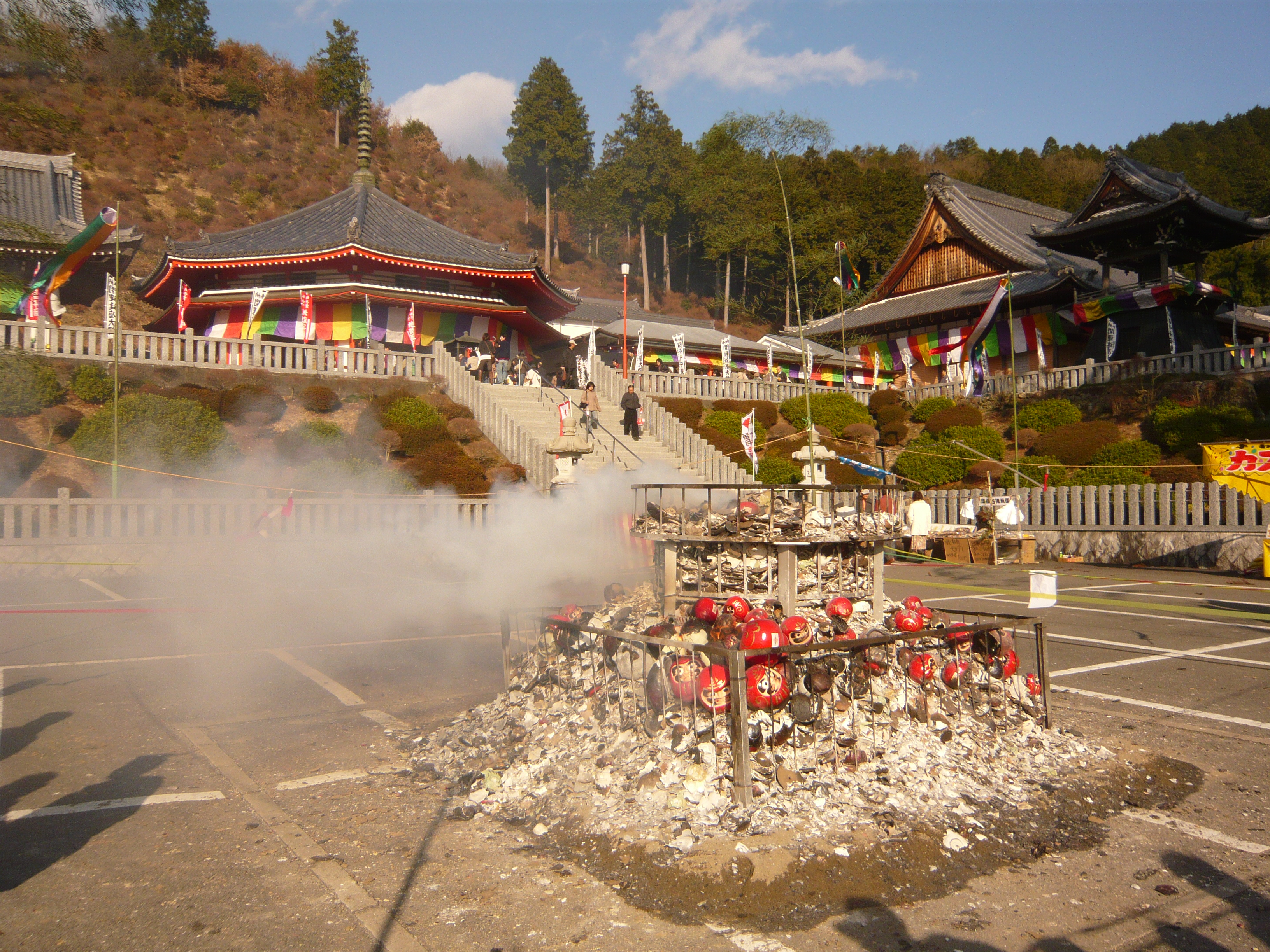
Горіння Даруми

Наприкінці року всі Даруми повертаються до храму, у якому вони були придбані, для традиційної церемонії спалення.  Ця церемонія,  проводиться раз на рік, зазвичай відразу після Нового року. Найвідоміші з цих заходів проводяться в храмі Нісі-Арай Дайші (Токіо) і храмі Дайрю-дзі (Гіфу). На цих подіях люди приносять до храму фігури Даруми, які вони використовували того року. Висловивши їм подяку, вони здають ляльку у храм і купують нову на наступний рік. Десятки тисяч старих фігурок Даруми спалюються разом у храмі після урочистої ходи ченців, читання сутр і трубіння в роги.

## Леді Дарума
Ляльки Дарума також бувають у формі Принцеса Дарума (яп. 姫だるま, hime daruma)  і Леді Дарума (яп. 女だるま, onna daruma). Це сильно контрастує з традиційними уявленнями про Дхарму, який, визнаний батьком багатьох бойових мистецтв, традиційно зображувався як чоловік з бородою.   Відповідь на цю аномалію криється в суспільних змінах того часу, що розвивалися в період Едо. Класові відмінності ставили купців на нижню частину, які, у свою чергу, розвивали власну культуру, зосереджуючись на гуморі та висміювали те, що представники вищого класу вважали святим. Це очевидно в зображенні Дхарми як повії, оскільки повії виявляли таку ж стійкість «окіагарі». Відомі твори мистецтва із зображенням Бодхідхарми також були перемальовані з жінкою на його місці.  Хоча вищезгадані приклади жіночих мотивів Даруми були сатиричними, форми ляльок зберігають той самий образ вісниці удачі.

## Дитяча гра

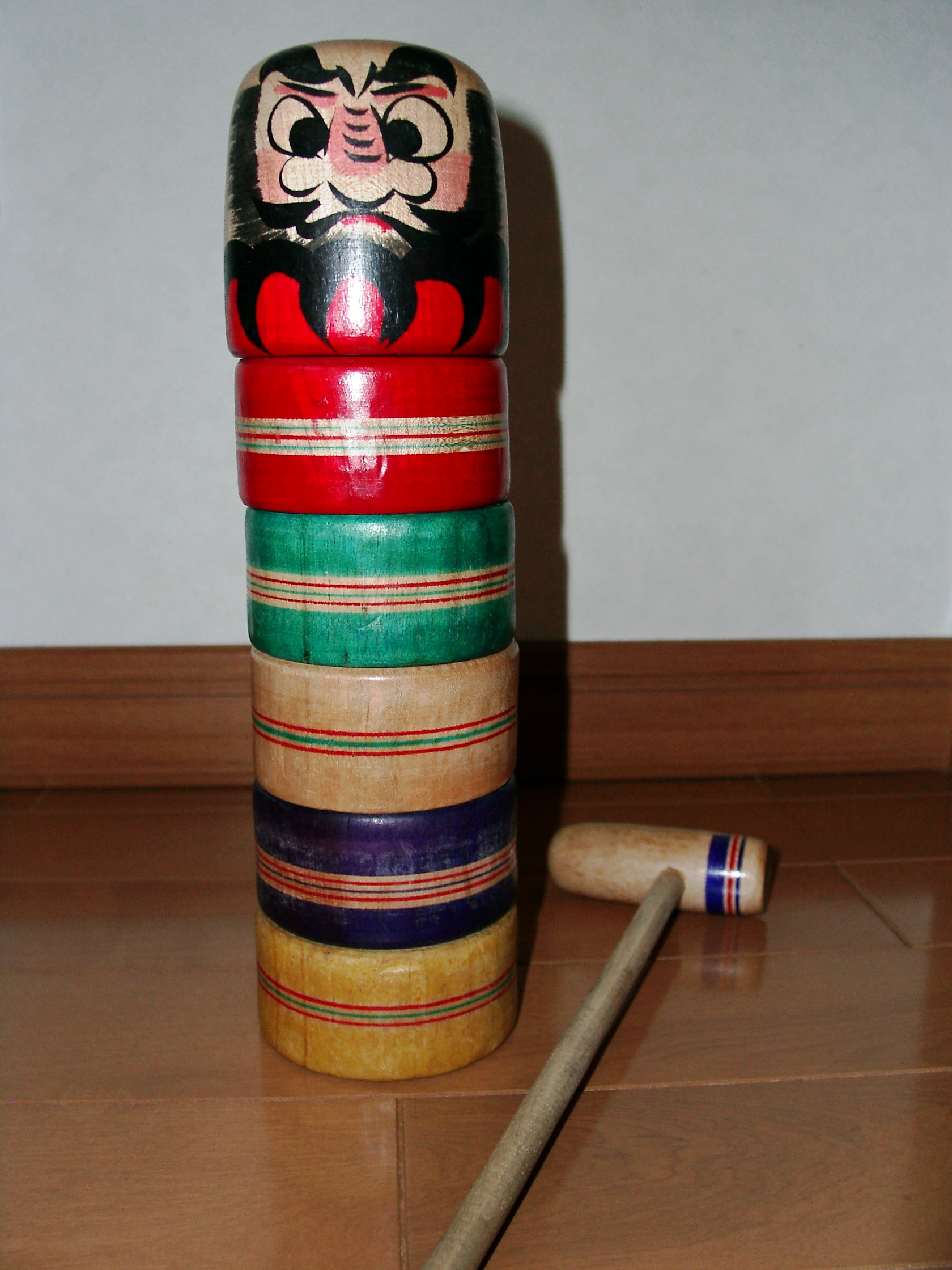
Дарума Отоші. Персонаж Даруми, молоток і шматочки райдужного кольору.

У багатьох дитячих іграх згадується Дарума. Японський еквівалент сніговика — yukidaruma (яп. 雪だるま) , буквально снігова дарума.
Daruma Otoshi (яп. だるま落とし)  – це традиційна гра, в яку грають ляльками Дарума з п’яти частин, зазвичай розмальованих кольорами веселки. Порядок зверху вниз: голова – обличчя людини, блакитний, зелений, жовтий, червоний. Гра ведеться за допомогою невеликого молотка, щоб вдарити кожну з кольорових фігур від низу до верху, не даючи фігурам впасти під час гри.

## У народній культурі
Покемон Дарумака і Дарманітан засновані на ляльці Дарума.
У манзі «Як воля богів» та її екранізації лялька Дарума примушує клас старшої школи грати в гру Дарума-сан га коронда, у якій учні мають натиснути кнопку на її спині, щоб виграти. Бути спійманим лялькою означало смерть.

## Дивись також
- Японські ляльки
- Іванець-киванець
- Матрьошка, російська лялька, як кажуть, натхненна лялькою Дарума
- Релігії Японії